# 芒特威林 (阿拉巴馬州)
芒特威林（英語：Mount Willing）是一個位於美國阿拉巴馬州朗茲縣的非建制地區。該地的面積和人口皆未知。

## 地理
芒特威林的座標為32°03′37″N 86°42′05″W / 32.06028°N 86.70139°W，而該地的平均海拔高度為92米（即302英尺）。